# Озеров Микола Володимирович
Микола Володимирович Озеров (позивний «Крим»; нар. 24 листопада 1977 в Генічеську - пом. 21 вересня 2022 в Ямполі, Донецька область) — військовослужбовець Збройних сил України, учасник російсько-української війни. Кавалер ордена «За мужність» III ступеня (посмертно, 2022).

## Життєпис
Народився 24 листопада 1977року в місті Генічеську Херсонської області. По закінченню школи в рідному місті вступив до Київського університету цивільної авіації на факультет «експлуатація авіаційної наземної техніки», де здобув кваліфікацію інженер-механік.    
Закінчивши університет у 2000 році, отримав направлення на військову службу до військової частини А 2847 міста Теребовля на посаду начальника служби пального. Згодом частину розформували і свою службу Микола Озеров з 2004 року продовжив у місті Стрию. В 2013 році став на посаду заступника командира з тилу у званні «майор», а з часом отримав чергове звання «підполковник». 25 років від лейтенанта до підполковника віддав себе військовій справі.
У 2014-2015 рр. брав участь у боях за Донецький аеропорт у складі зведеного підрозділу Повітряних сил «Дика качка». Попри посаду заступника з тилового забезпечення, брав участь у ближніх оборонних боях, через що включений до списку сталевих «Кіборгів». У 2016-2020 роках продовжив участь в АТО-ООС на Донеченні у складі 223 зенітно-ракетного Теребовлянського полку (223 зенітно-ракетний полк імені Січових Стрільців ПВК Захід).
У 2020 році звільнений в запас у званні підполковник.
З перших днів повномасштабного вторгнення добровільно повернувся з-за кордону та  вступив до лав 65 батальйону Стрийської ТРО на посаду Командир роти вогневої підтримки. Разом зі свої побратимами брав участь у боях на Полтавщині, Сумщині, Харківщині та Донеччині.
Крім зразкового виконання безпосередніх службових обов’язків за посадою, від березня 2022 року за час служби в підрозділі, що перебував на лінії зіткнення з противником, зумів створити, навчити, злагодити, а пізніше і вміло керувати окремою ротою у складі батальйону. Виконував завдання, штурмові та розвідувальні дії в зоні відповідальності підрозділу.
Під час штурму селища Ямпіль Донецької області особисто керував підрозділами під час бою та передував у перших рядах штурму. Загинув 21 вересня від кулі ворожого снайпера.  
Похорон відбувся 25 вересня 2022 в місті Стрий. Нагороджений орденом «За мужність» III ступеня (посмертно) .
Похований на Алеї Слави Стрийського кладовища.